# 10 Cloverfield Lane
10 Cloverfield Lane ist ein US-amerikanischer Spielfilm des Regisseurs Dan Trachtenberg aus dem Jahr 2016. In den Hauptrollen sind Mary Elizabeth Winstead, John Goodman und John Gallagher zu sehen. Der Film hatte am 8. März 2016 in New York City seine Premiere und kam am 11. März 2016 in die amerikanischen Kinos, im deutschsprachigen Raum war er ab 31. März 2016 zu sehen.

## Handlung
Michelle, die sich von ihrem Freund Ben getrennt hat, verlässt ihre Wohnung in New Orleans und fährt mit dem Auto durch das ländliche Louisiana. Während der Fahrt hört sie im Radio von großräumigen Stromausfällen. Durch Anrufe Bens auf ihrem Handy wird sie abgelenkt. Als ihr ein Fahrzeug begegnet, verliert sie die Kontrolle über ihren Wagen und überschlägt sich auf einem Feld.
Michelle wacht mit einem Infusionstropf am Arm und verbundenem Bein angekettet auf einer Matratze in einer leeren Zelle auf. Bald begrüßt sie Howard, ein bewaffneter, korpulenter Mann mittleren Alters, und erklärt ihr, er habe sie nach ihrem Unfall gerettet. Während sie sich von ihren Verletzungen erholt, lernt sie seine sehr gut ausgestattete unterirdische Bunkeranlage kennen, die sie nach Howards Schilderungen aufgrund eines atomaren, bakteriellen oder chemischen Angriffs, der die Außenatmosphäre vergiftet habe, vermutlich über Jahre hinweg nicht verlassen können. In dem Bunker lebt auch Emmett, ein junger Mann in Michelles Alter, der Howard beim Bau der Anlage geholfen hat. Er erzählt, Howard sei ein ehemaliger Satellitentechniker und hänge seit vielen Jahren Verschwörungstheorien an. Den katastrophalen Angriff will Emmett jedoch selbst miterlebt und sich in letzter Minute in Howards Bunker gerettet haben.
Michelle glaubt diese Geschichte nicht und hält Howard für einen geisteskranken Entführer. Um sie zu überzeugen, zeigt er ihr durch das Türfenster zwei tote Schweine, die vor dem Bunker liegen und in der giftigen Atmosphäre verendet sein sollen. Dabei sieht Michelle auch Howards Auto, das Unfallspuren aufweist. Sie erkennt, dass Howard sie von der Straße gedrängt und ihren Autounfall verursacht hat.
Michelle sucht nach einer Gelegenheit, um aus dem Bunker zu fliehen. Bei einem Essen kann sie Howard ablenken und seine Schlüssel an sich bringen. Von Howard verfolgt, versucht sie, die Außentür zu öffnen, als auf der anderen Seite des Türfensters ein Auto auftaucht und eine furchtbar entstellte Frau erscheint, die flehentlich um Einlass bittet. Howard warnt Michelle davor, die Tür zu öffnen. Michelle hört auf ihn und glaubt nun zunehmend seinen Erzählungen. Howard gesteht ihr auch, dass er tatsächlich ihren Autounfall verursacht hatte, weil er wegen des einsetzenden Angriffs in Panik gewesen sei. Die todgeweihte Frau vor der Tür sei Leslie, eine Nachbarin, die von der Existenz seines Bunkers wusste.
Das Zusammenleben der drei in der Bunkeranlage verläuft jetzt scheinbar harmonisch. Sie schauen Videos, hören Musik auf einer alten Jukebox, lesen, puzzeln und unterhalten sich über ihre Lebenspläne. Michelle freundet sich zunehmend mit Emmett an. Howard kocht gern und gibt sich jovial, hat aber auch herrische und eifersüchtige Momente. Er zeigt Michelle ein Foto seiner Tochter Megan, die mit ihrer Mutter in Chicago lebe. Michelle erzählt ihm, dass sie Modedesignerin werden wollte und schneidern kann.
Eines Tages sind über dem Bunker rätselhafte Hubschrauber zu hören, die erdbebenartige Erschütterungen auslösen. Eine deswegen nötige Reparatur der Lüftungsanlage muss Michelle ausführen, weil nur sie als die Zierlichste der drei durch den engen Lüftungsschacht klettern kann und die eigentliche Zugangsluke klemmt. Am Ende des Schachts gelangt sie in eine Kammer mit einem zweiten Bunkerausgang. Am Fenster findet sie Blutspuren und einen von innen eingeritzten Hilferuf. Außerdem findet sie ein Paar Ohrringe, die sie als diejenigen wiedererkennt, die Howards angebliche Tochter auf dem Foto trägt. Im Gespräch mit Emmett erhärtet sich der schreckliche Verdacht. Emmett erkennt das Mädchen auf dem Foto, die nicht Howards Tochter, sondern eine vor einigen Jahren verschwundene Schulkameradin seiner Schwester ist. Auf einem weiteren Bild ist sie zusammen mit Howard im Bunker zu sehen.
Michelle und Emmett entschließen sich, den Bunker zu verlassen und Hilfe zu suchen. Um sich vor der mutmaßlich giftigen Atmosphäre zu schützen, schneidert Michelle eine Art Schutzanzug aus einem heimlich entwendeten Badevorhang. Emmett soll indessen Howards Waffe an sich bringen. Als Howard einen Teil der Vorbereitungen entdeckt, nimmt Emmett die Schuld auf sich und erklärt als vorgebliches Motiv, er habe Interesse an Michelle gehabt. Howard erschießt ihn daraufhin kaltblütig und löst Emmetts Leiche in einem Fass mit Perchlorsäure auf. Er erklärt Michelle, von nun an würden sie ein Leben zu zweit führen.
Michelle kann Howard durch einen Angriff mit der Säure ausschalten und mit ihrem Schutzanzug über den Lüftungsschacht aus dem Bunker fliehen, der dabei in Brand gerät und kurz darauf explodiert. Draußen wirkt zunächst alles völlig normal. Michelle sieht einen Schwarm Zugvögel am Himmel und erkennt, dass die Luft gar nicht giftig ist. Allerdings erscheint am Horizont ein merkwürdiges UFO. Michelle versteckt sich in einem Schuppen, wo sie Leslies Leiche findet und deren Autoschlüssel an sich nimmt. Durch die Explosion des Bunkers angelockt, kommen die Außerirdischen näher und attackieren sie. Sie flüchtet sich in Howards Pickup, doch ein riesiges Alien packt das Fahrzeug und führt es zu seinem Schlund. Geistesgegenwärtig kann sich Michelle in kürzester Zeit einen Molotowcocktail aus einer im Auto herumliegenden Whiskyflasche bauen und in das Maul des Untiers werfen, das daraufhin in Brand gerät, das Auto fallen lässt und kurz darauf abstürzt.
Inzwischen ist es dunkel geworden. Michelle steigt in Leslies Auto um, verlässt das Anwesen 10 Cloverfield Lane, wo sich Howards Haus befand, und gelangt zurück auf die Landstraße. Im Radio hört sie, Teile der Südküste seien zurückerobert worden. Überlebende sollen in Richtung Norden fahren, um sich in Sicherheit zu bringen. Personen mit Kampferfahrung oder medizinischen Kenntnissen werden dagegen gebeten, nach Houston zu kommen und den Widerstand zu unterstützen. Michelle setzt zurück und entscheidet sich nach kurzem Innehalten an einem Straßenschild nach Houston abzubiegen, statt nordwärts nach Baton Rouge zu fahren. In der letzten Kameraeinstellung werden über der Straße nach Houston im Gewitterleuchten die Umrisse eines Raumschiffes sichtbar.

## Produktion
Der Film ist kommerziell als Sequel des ebenfalls von J. J. Abrams produzierten Katastrophenfilms Cloverfield aus dem Jahr 2008 konzipiert, hat aber in Machart, Personal und Handlung nichts mit dem Vorgängerfilm zu tun. Den einzigen inhaltlichen Anknüpfungspunkt bildet die am Schluss kurz thematisierte Invasion Außerirdischer.
Die Dreharbeiten begannen am 20. Oktober 2014 in New Orleans, Louisiana und endeten am 15. Dezember 2014.
Die Szenen mit Explosionen, Feuer und Rauch wurden in Hahnville, Louisiana hergestellt. Die Produktionskosten beliefen sich auf geschätzte 15 Mio. US-Dollar.
Bradley Cooper hatte im Film einen Cameo-Auftritt. Er spricht Michelles Freund Ben, der sie am Anfang des Films im Auto anruft.

## Synchronisation
Die deutsche Synchronisation entstand nach einem Dialogbuch und unter der Dialogregie von Björn Schalla im Auftrag der FFS Film- & Fernseh-Synchron GmbH, München.
| Rollenname      | Schauspieler            | Synchronsprecher    |
| --------------- | ----------------------- | ------------------- |
| Howard Stambler | John Goodman            | Hartmut Neugebauer  |
| Michelle        | Mary Elizabeth Winstead | Anke Kortemeier     |
| Emmett DeWitt   | John Gallagher Jr.      | Sebastian Winkler   |
| Ben             | Bradley Cooper          | Matthias Ransberger |

## Rezeption

### Kritiken
10 Cloverfield Lane erhielt überwiegend positive Kritiken. Auf Rotten Tomatoes hält er eine Bewertung von 90 %, basierend auf 272 Kritiken und einer Durchschnittsbewertung von 7,5/10. Das Publikum bewertete ihn mit 79 % und 3,8/5 basierend auf ca. 58.500 Bewertungen. Auf Metacritic erhielt 10 Cloverfield Lane einen Metascore von 76 %, basierend auf 43 Kritiken und einen User-Score von 7,7/10. Die Besucher der Internet Movie Database vergaben 7,2/10 bei knapp 200.000 abgegebenen Stimmen (Stand: 6. Juli 2017).
Der Plot des Thrillers mit wenigen handelnden Akteuren wird vielfach mit einem Kammerspiel verglichen:

„10 CLOVERFIELD LANE ist ein klaustrophobisches, enorm spannendes Kammerspiel unter der Erde.“

Die Stuttgarter Zeitung nannte den Film „einen Psychothriller von maximaler Wirkung“ und schrieb:

„Immer auf Augenhöhe mit der Protagonistin wird das Publikum hineingezogen in eine Geschichte, die auf schwankendem Grund balanciert und keine Gewissheiten birgt. Aus der Atmosphäre grundsätzlichen Misstrauens fächert Trachtenberg einen vielschichtigen, wendungsreichen Plot auf. So konzentriert, wie das Drehbuch konzipiert ist, agieren auch die Schauspieler. Vor allem John Goodman ist furios als paranoider Bunkerpatriarch, der die Gelassenheit des Wahnsinns in sich trägt.“

### Einspielergebnis
Der Film hat laut Box Office Mojo bei einem Budget von ca. 15.000.000 US-Dollar weltweit 110.216.998 US-Dollar (Stand: 2. Juni 2016) eingespielt.

### Auszeichnungen (Auswahl)
Saturn-Award-Verleihung 2017
- Auszeichnung in der Kategorie Bester Thriller
- Auszeichnung in der Kategorie Beste Hauptdarstellerin für Mary Elizabeth Winstead
- Auszeichnung in der Kategorie Bester Nebendarsteller für John Goodman
- Nominierung in der Kategorie Bester Schnitt für Stefan Grube

Critics’ Choice Movie Awards 2016 (Dezember)
- Nominierung in der Kategorie Bester Sci-Fi/Horror Film

Directors Guild of America 2016
- Nominierung in der Kategorie Herausragende Regiearbeit in einem Spielfilm-Debüt für Dan Trachtenberg

### Ableger
Ein Spin-off des Films ist der Kurzfilm Megan von Greg Strasz aus dem Jahr 2018, der sich um das Schicksal der im Film erwähnten Megan Paulson dreht. In dem 8-minütigen Streifen, der die Handlungsstränge der verschiedenen Cloverfield-Filme zu harmonisieren versucht, ist Megan allerdings anscheinend wirklich Howards Tochter, anders als 10 Cloverfield Lane suggeriert.